# Чина болотна
Горо́шок боло́тяний, або чи́на боло́тна (Lathyrus palustris)  — багаторічна трав'яниста рослина родини бобових, поширена в Євразії та східній частині Північної Америки.

## Опис
Багаторічна трав'яниста рослина заввишки 25–80(100) см. Стебла безвільні, виткі, неглибоко крилаті, бідно волохаті. Листки чергові; черешки безкрилі; листкові пластини пірчасті, складаються з двох — чотирьох пар листочків. Листочки ланцетні, цілокраї, блакитнувато-зелені, кількасантиметрові. Має розгалужені спіральні вусики.
Суцвіття — довгочерешкові 2–8-квіткові китиці. Квітковий віночок фіолетовий, 12–20 мм завдовжки; пелюсток 5; чашечка п'ятизібчаста; тичинок 10. Плоди — плоскі, довжиною 25–50 мм, голі, коричневі, 6–12-насінні боби, які іноді неправильно називають стручками.

## Поширення
Північна Америка (Канада, США); Азія (Грузія, Росія, Китай, Японія, Корея, Казахстан, Монголія, Туреччина, Лаос); Європа (Білорусь, Естонія, Латвія, Литва, Молдова, Україна, Австрія, Бельгія, Чехія, Німеччина, Угорщина, Нідерланди, Польща, Швейцарія, Данія, Фінляндія, Ісландія, Ірландія, Норвегія, Швеція, Велика Британія, Албанія, Болгарія, колишня Югославія Італія, Румунія, Франція, Португалія, Іспанія). Населяє багатий вологий ґрунт, тому часто виростає на луках поруч річок, озер і моря, і рідше в прибережних огорожах.
В Україні зростає на вологих луках, серед чагарників — у лісовій зоні й лісостепу.

## Галерея

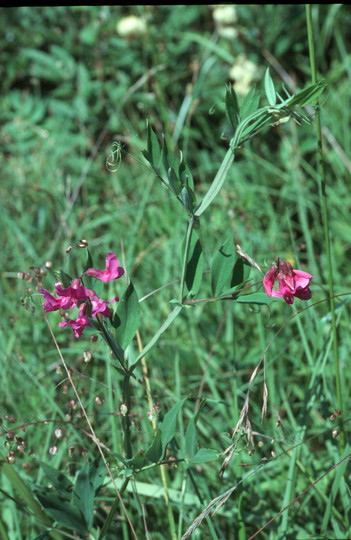
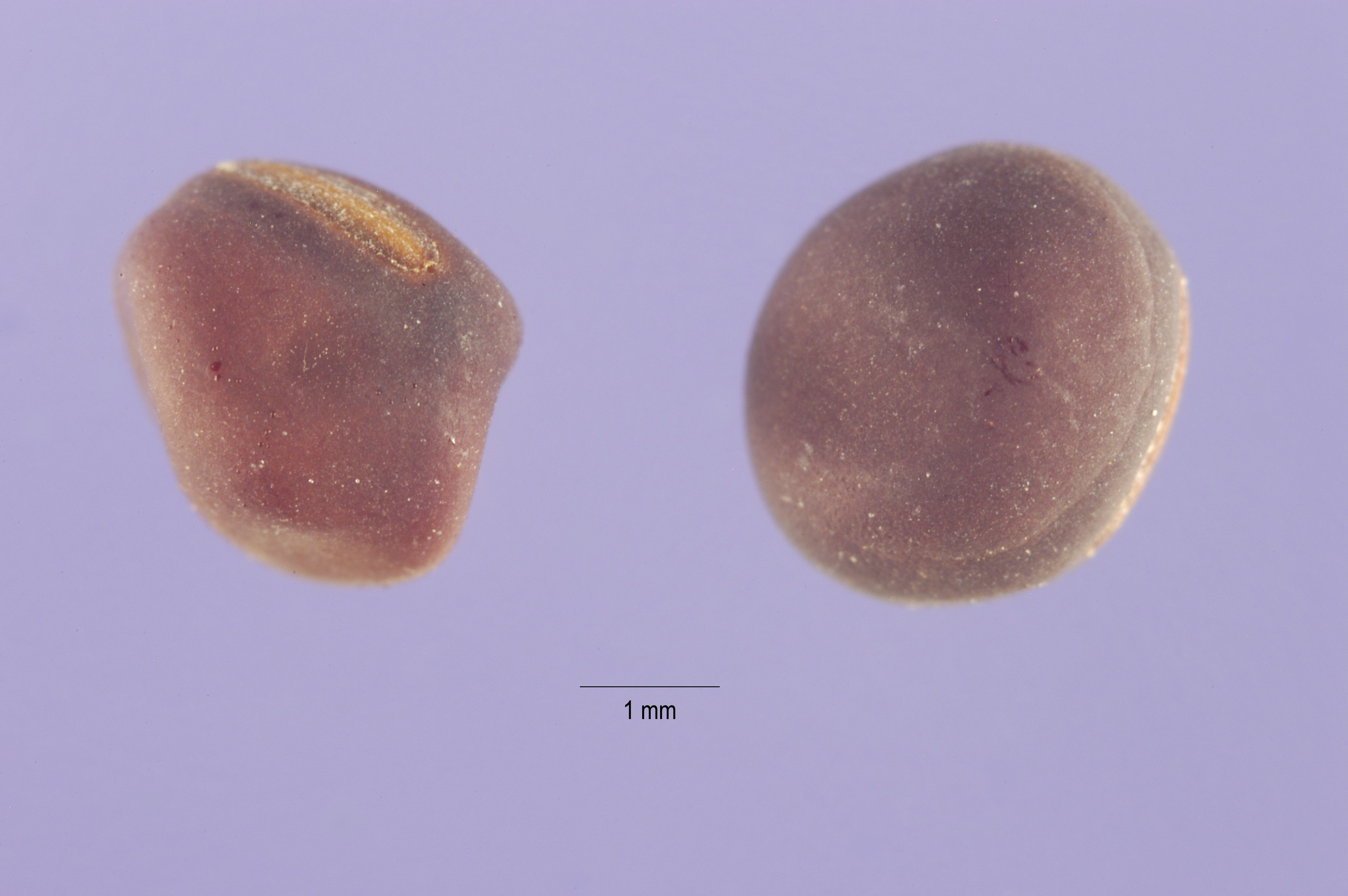
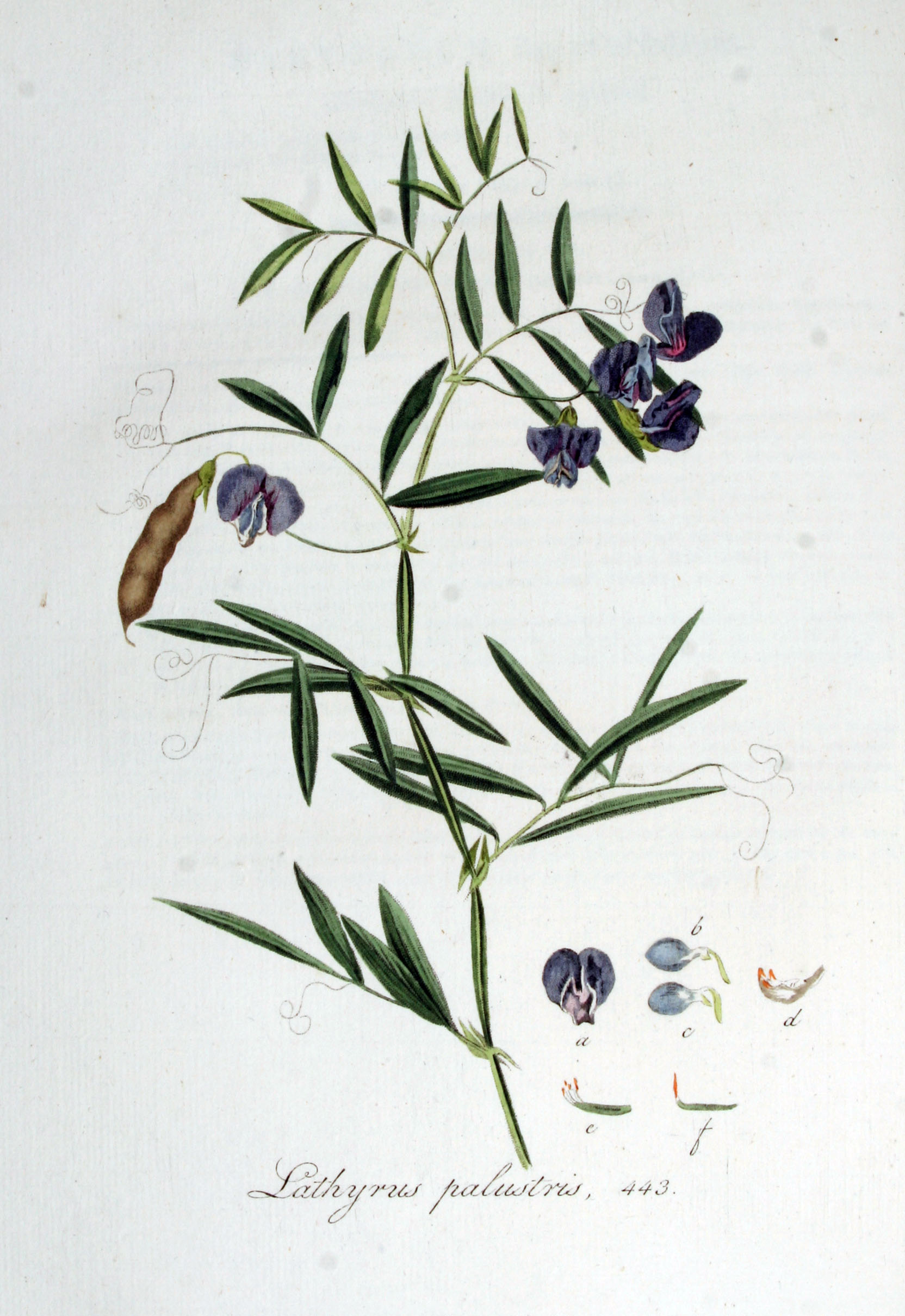